# День Урожая
День Урожая — упразднённый хутор в Приморско-Ахтарском районе Краснодарского края России. На момент упразднения входил в состав Степного сельского округа. В 1997 хутор исключен из учётных данных.

## География
Располагался на левом берегу лимана Сингили, примерно в 4,5 км (по прямой) к северо-западу от окраины хутора Батога.

## История
На топографической карте 1926 года, на месте хутора обозначен хутор Любченко.
Хутор Любченко был основан в 1880 году. В 1926 году хутор состоял из 41 хозяйства. В административном отношении входил в состав Степного сельсовета Приморско-Ахтарского района Кубанского округа Северо-Кавказского края.
Постановлением заксобрания Краснодарского края от 27 мая 1997 года № 639-П хутор исключен из учётных данных.

## Население
По переписи 1926 г. на хуторе проживало 229 человек (110 мужчин и 119 женщин), основное население — украинцы.